# Christoph Kiefersauer
Christoph Kiefersauer (* 9. Januar 1998 in Bad Tölz) ist ein deutscher Eishockeyspieler, der seit Juli 2024 bei den Bietigheim Steelers aus der Eishockey-Oberliga unter Vertrag steht und dort auf der Position des Flügelstürmers spielt. Zuvor war Kiefersauer bereits für den ESV Kaufbeuren, Deggendorfer SC, EC Bad Tölz, EHC Freiburg und Lausitzer Füchse in der DEL2 aktiv.

## Karriere

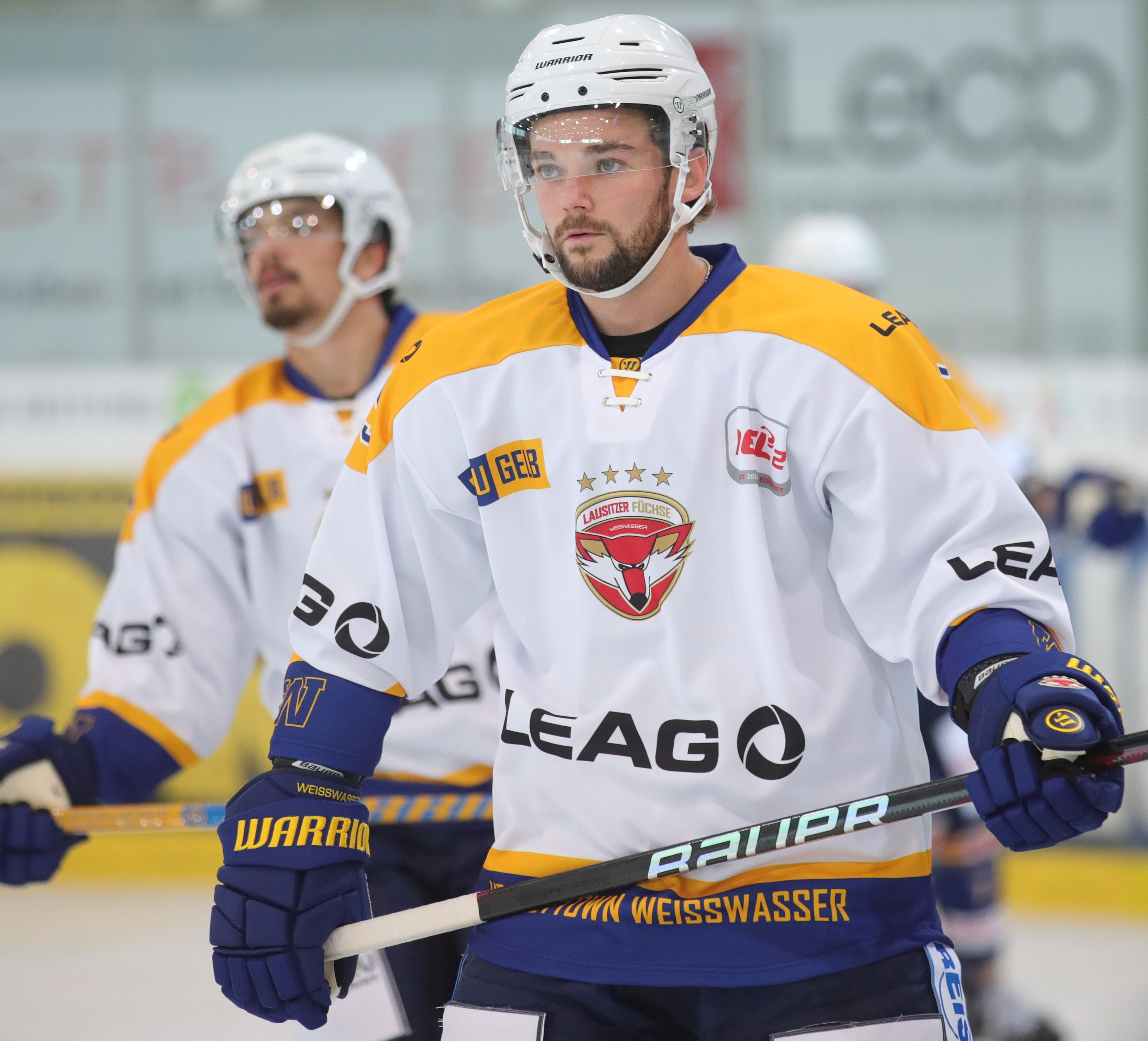
Kiefersauer im Trikot der Lausitzer Füchse (2023)

Kiefersauer begann seine Laufbahn in der Jugend des SC Reichersbeuern, ehe er sich dem EC Bad Tölz anschloss und mit deren U16-Mannschaft er in den Jahren 2013 und 2014 die Deutsche Schülermeisterschaft gewann. Anschließend spielte er für die Tölzer Löwen in der Deutschen Nachwuchsliga (DNL) sowie in der Saison 2015/16 für die Tölzer Profimannschaft in der drittklassigen Oberliga. Im April 2016 unterschrieb der Stürmer einen Vertrag bei den Hamburg Freezers, die allerdings im Folgemonat mitteilten, keine Lizenz mehr für die Deutsche Eishockey Liga (DEL) zu beantragen und anschließend aufgelöst wurden. Der Linksschütze wechselte daraufhin zu einem anderen DEL-Verein, dem ERC Ingolstadt. Die Panther statteten ihn auch mit einer Förderlizenz für Einsätze beim ESV Kaufbeuren in der DEL2 aus.
Im August 2018 wurde die Verpflichtung Kiefersauers durch den DEL2-Aufsteiger Deggendorfer SC bekannt gegeben. Des Weiteren erhielt der Stürmer eine Förderlizenz für die Straubing Tigers aus der DEL, erhielt jedoch keinen Pflichtspieleinsatz bei den Tigers. Mit dem Team aus Deggendorf stieg Kiefersauer am Saisonende in Oberliga ab, woraufhin er ab Juni 2019 wieder für eine Spielzeit bei seinem Ausbildungsverein in Bad Tölz unter Vertrag stand. Im Juni 2020 wechselte der Offensivspieler zum Ligarivalen EHC Freiburg, bei dem er für die folgenden drei Jahre eine sportliche Heimat fand. Zur Saison 2023/24 wechselte Kiefersauer innerhalb der DEL2 für ein Jahr zu den Lausitzer Füchsen. Danach schloss er sich zur Spielzeit 2024/25 den Bietigheim Steelers, die zuvor aus der DEL2 in die Oberliga abgestiegen waren, an. Mit den Steelers gelang durch den Gewinn der Oberliga-Meisterschaft im Frühjahr 2025 die sofortige Rückkehr in die zweithöchste Spielklasse.

### International
Mit der deutschen U18-Auswahl nahm Kiefersauer an der U18-Junioren-Weltmeisterschaft 2015 sowie – nach dem Abstieg im Vorjahr – der U18-Junioren-Weltmeisterschaft 2016 der Division IA teil. Dort wurde der sofortige Wiederaufstieg verpasst. Der Stürmer erzielte im Rahmen der beiden WM-Turniere vier Tore, davon drei im Jahr 2016. Des Weiteren spielte Kiefersauer bei der U20-Junioren-Weltmeisterschaft der Division IA 2018. Dabei belegte die deutschen U20-Nationalmannschaft den dritten Platz.

## Erfolge und Auszeichnungen
| - 2013 Deutscher Schülermeister mit dem EC Bad Tölz - 2014 Deutscher Schülermeister mit dem EC Bad Tölz - 2015 Topscorer der DNL-Hauptrunde | - 2015 Bester Torschütze der DNL-Hauptrunde - 2025 Oberliga-Meister und Aufstieg in die DEL2 mit den Bietigheim Steelers |

### International
- 2018 Beste Plus/Minus-Bilanz bei der U20-Junioren-Weltmeisterschaft der Division IA (gemeinsam mit drei weiteren Spielern)

## Karrierestatistik
Stand: Ende der Saison 2024/25

### International
Vertrat Deutschland bei:
- U18-Junioren-Weltmeisterschaft 2015
- U18-Junioren-Weltmeisterschaft der Division IA 2015
- U20-Junioren-Weltmeisterschaft der Division IA 2018

(Legende zur Spielerstatistik: Sp oder GP = absolvierte Spiele; T oder G = erzielte Tore; V oder A = erzielte Assists; Pkt oder Pts = erzielte Scorerpunkte; SM oder PIM = erhaltene Strafminuten; +/− = Plus/Minus-Bilanz; PP = erzielte Überzahltore; SH = erzielte Unterzahltore; GW = erzielte Siegtore; 1 Play-downs/Relegation; Kursiv: Statistik nicht vollständig)